# Isoperla pawlowskii
Isoperla pawlowskii är en bäcksländeart som beskrevs av Wojtas 1961. Isoperla pawlowskii ingår i släktet Isoperla och familjen rovbäcksländor. Inga underarter finns listade i Catalogue of Life.